# Kriegerdenkmal Sandersdorf

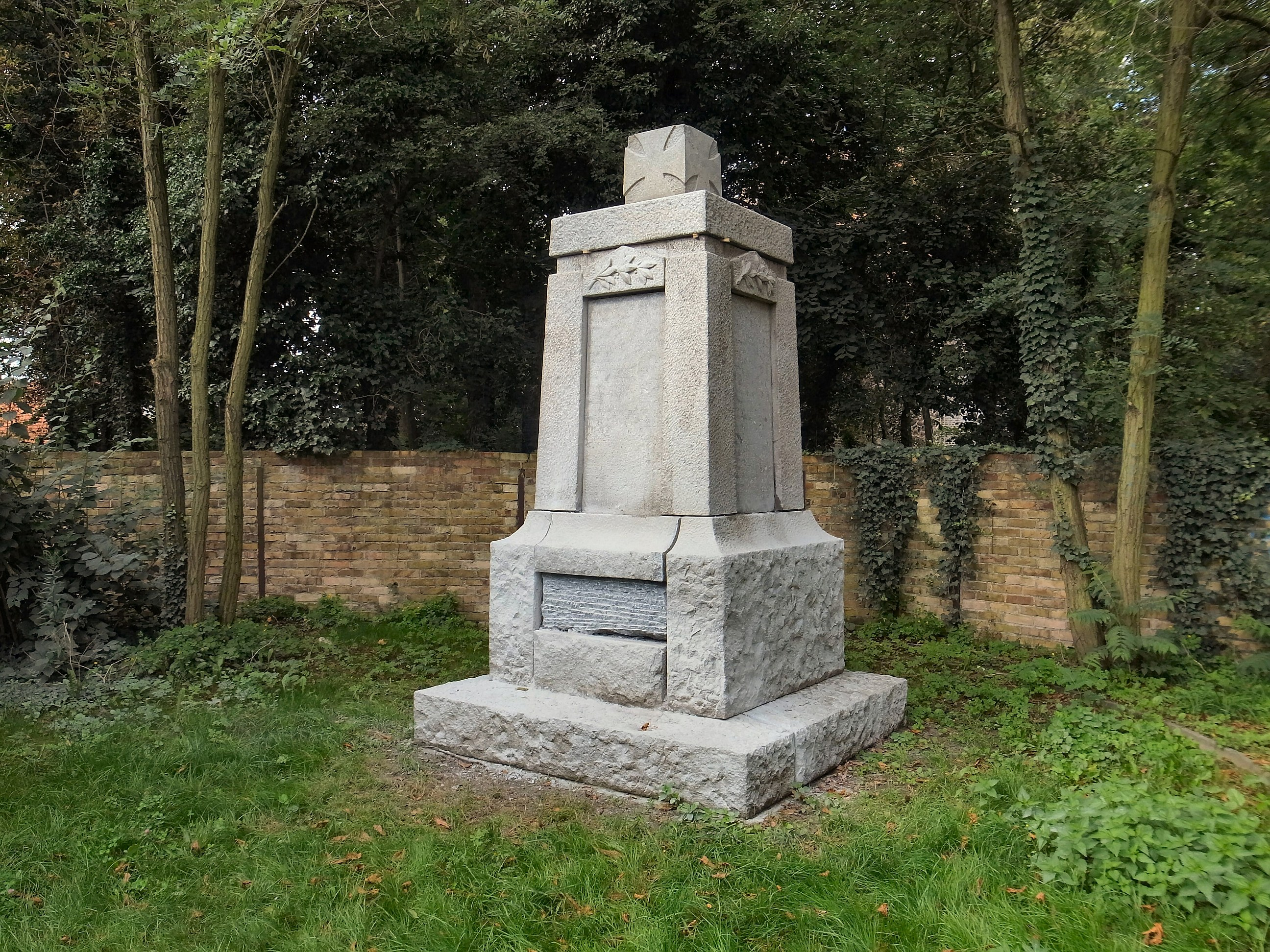
Kriegerdenkmal in Sandersdorf

Das Kriegerdenkmal Sandersdorf ist ein denkmalgeschütztes Kriegerdenkmal im Ortsteil Sandersdorf der Stadt Sandersdorf-Brehna in Sachsen-Anhalt. Im örtlichen Denkmalverzeichnis ist es mit der Erfassungsnummer 094 95191 als Baudenkmal verzeichnet.

## Allgemeines
Das Kriegerdenkmal in Sandersdorf befindet sich am Kirchplatz östlich der evangelischen Kirche. Es handelt sich dabei um eine Gedenkstätte für die gefallenen Soldaten des Ersten Weltkriegs und des Zweiten Weltkriegs. Das Kriegerdenkmal hat die Form einer Stele, gekrönt von einem Eisernen Kreuz. In allen vier Seiten ist jeweils eine Gedenktafel aus polierten Granit eingelassen. Die Inschriften sind kaum noch lesbar und zum Teil nicht mehr erhalten.